# Фрей-Висслинг, Альберт
Альберт Фрей-Висслинг (Albert Friedrich Frey-Wyssling; 8 ноября 1900, Кюснахт, Швейцария — 30 августа 1988, Майлен, Швейцария) — швейцарский ботаник, пионер субмикроскопической морфологии, стоявший у истоков молекулярной биологии.

## Биография
Учился в Швейцарской высшей технической школе Цюриха, Йенском университете и Сорбонне. Докторскую степень получил в 1924 году.
В 1928—1932 годах работал в Медане на Суматре.
С 1932 года лектор в Швейцарской высшей технической школе Цюриха, профессор её кафедры ботаники и физиологии растений в 1938—1970 годах, и в 1957—1961 годах ректор.
Почётный член Леопольдины (1977, член с 1941), иностранный член Лондонского королевского общества (1957), Национальной академии наук США (1970), член Американской академии искусств и наук.
Отмечен премией Марселя Бенуа (1949) и Schleiden Medal Леопольдины (1958).